# Harmon
Harmon és una població dels Estats Units a l'estat d'Illinois. Segons el cens del 2000 tenia 149 habitants.

## Demografia
Segons el cens del 2000, Harmon tenia 149 habitants, 58 habitatges, i 44 famílies. La densitat de població era de 410,9 habitants/km².
Dels 58 habitatges en un 41,4% hi vivien nens de menys de 18 anys, en un 67,2% hi vivien parelles casades, en un 5,2% dones solteres, i en un 24,1% no eren unitats familiars. En el 19% dels habitatges hi vivien persones soles el 8,6% de les quals corresponia a persones de 65 anys o més que vivien soles. El nombre mitjà de persones vivint en cada habitatge era de 2,57 i el nombre mitjà de persones que vivien en cada família era de 2,98.
Per edats la població es repartia de la següent manera: un 24,2% tenia menys de 18 anys, un 10,7% entre 18 i 24, un 27,5% entre 25 i 44, un 22,8% de 45 a 60 i un 14,8% 65 anys o més.
L'edat mediana era de 38 anys. Per cada 100 dones de 18 o més anys hi havia 126 homes.
La renda mediana per habitatge era de 58.750 $ i la renda mediana per família de 63.750 $. Els homes tenien una renda mediana de 33.864 $ mentre que les dones 19.375 $. La renda per capita de la població era de 14.697 $. Aproximadament el 2,6% de les famílies i el 3,2% de la població estaven per davall del llindar de pobresa.

## Poblacions més properes
El següent diagrama mostra les poblacions més properes.